# Сыма Юй
Сыма Юй (кит. трад. 司馬遹; 278 — 27 апреля 300), второе имя Сицзу (熙祖), формальное имя наследный принц Миньхуай (愍懷太子) был китайским наследным принцем во время династии Цзинь (265—420) .
Отец Сыма Юя Сыма Чжун был умственно неполноценным. До того, как он, будучи ещё наследным принцем, женился на Цзя Наньфэн, его отец император У-ди отдал ему одну из своих наложниц Се Цзю (謝 玖) для обучения того сексуальным отношениям. Наследная принцесса Цзя родила Сыма Чжуну четырёх дочерей, Сыма Юй был его единственным сыном. Когда Сыма Юю было четыре года, во дворце случился пожар, и император У-ди поднялся на башню, чтобы наблюдать за ним. Сыма Юй отвел его в сторону и сказал: «Ночью, когда происходит что-то необычное, мы должны принять меры предосторожности. Свет огня не должен светить на императора». Император У-ди был удивлен этим проницательным наблюдением ребёнка и похвалил юного принца, заметив, что он похож на собственного деда Сыма И. Это было одной из причин, почему император У позволил наследному принцу Сыма Чжуну остаться наследником. В 289 году он сделал принца Юя принцем Гуанлина.
После смерти императора У-ди в 290 году наследный принц Сыма Чжун взошел на трон как император Хуэй-ди, а принц Юй стал наследным принцем. Когда наследный принц Юй стал старше, он частично утратил свою хорошую репутацию, которую имел в детстве, так как не любил учиться и проводил много времени в играх. Императрица Цзя Наньфэн, которая постоянно завидовала наследному принцу Юю и его матери Се Цзю, не препятствовала такому поведению, даже поощряла его, чтобы ещё больше навредить репутации наследного принца Юя. Когда придворные Сыма Юя пытались исправить его поведение, он не слушал их. Он также не последовал их советам поддерживать хорошие отношения с членами семьи императрицы Цзя. Мать императрицы Цзя Гохуай (贾郭槐) постоянно советовала императрице Цзя относиться к Сыма Юю, как к собственному сыну, и предложила выдать за него замуж дочь сестры императрицы Цзя Цзя У (賈午). Однако императрица Цзя и Цзя У выступили против этого. Тогда Сыма Юй женился на дочери чиновника Ван Яня (王衍)(у Ван Яня было две дочери, но Цзя Наньфэн подстроила женитьбу Юя на менее красивой из них, а её племянник Цзя Ми женился на более красивой).
После смерти леди Го отношения между императрицей и наследным принцем быстро ухудшились, так как Цзя У и и другой соратник императрицы Цзя, наложница императора У-ди Чжао Цань (趙粲) Чжао провоцировали между ними конфликты. Более того, Сыма Юй и Цзя Ми неприязненно относились друг к другу, и Цзя Ми посоветовал императрице свергнуть наследного принца Юя.
В 299 году императрица согласилась и осуществила это. Когда наследный принц Юй находился во дворце с официальным прошением сделать ваном его больного сына Сыма Биня (司馬彬), Цзя Наньфэн вынудила его выпить большое количество вина, а после того, как он напился, заставила его написать заявление, в котором он заявлял о намерении убить императора и императрицу и стать самому императором. Затем Цзя Наньфэн показала это письмо чиновникам и сначала хотела казнить Юя. После некоторых колебаний, она только заставила свергнуть его и низвести до статуса простолюдина. Мать Сыма Юя наложница Се была казнена, также как и его любимая наложница Цзян Цзюнь (蔣俊, мать Сыма Бина). Ван Янь добился развода своей дочери с Сыма Юейм, после того, как тот написал ей длинное письмо, в котором объяснял инцидент, в котором императрица Цзя подставила его.
В 300 году по совету двоюродного дяди У-ди Сыма Луня, находившегося в расположении Чжао-вана, императрица решила устранить Сыма Юя как угрозу. Она подослала к нему убийц, и они сделали своё дело. Он был похоронен с почестями принца — под титулом принца Гуанлина. Но у Сыма Луня были другие планы — убийство наследного принца императрицей он хотел использовать как повод для её свержения и в том же году совершил переворот, убив Цзя Ми, Чжана, Пэя и других приближенных императрицы. Сыма Лунь приказал перезахоронить Сыма Юя с почестями наследного принца и дал ему посмертное имя Миньхуай (愍怀). Он также принял вдову Сыма Юя во дворце вместе с оставшимися в живых сыновьями наследного принца — Сыма Цзаном (司馬臧) (которого он сделал наследником) и Сыма Шаном (司馬尚). Однако, когда Сыма Лунь ненадолго узурпировал трон в 301 году, наследный принц Сыма Цзан был убит. После восстановления в том же году императора Хуэй-ди Сыма Шан был назначен наследным принцем, но умер в 302 году, прервав линию Сыма Юя.